# Santiago Jocotepec
Santiago Jocotepec è un comune del Messico, situato nello stato di Oaxaca.